# Saint-Hernin
Saint-Hernin is een gemeente in het Franse departement Finistère (regio Bretagne) en telt 759 inwoners (2004). De plaats maakt deel uit van het arrondissement Châteaulin.

## Geografie
De oppervlakte van Saint-Hernin bedraagt 29,8 km², de bevolkingsdichtheid is 25,5 inwoners per km².
De onderstaande kaart toont de ligging van Saint-Hernin met de belangrijkste infrastructuur en aangrenzende gemeenten.

## Demografie
Onderstaande figuur toont het verloop van het inwonertal (bron: INSEE-tellingen).
1. ↑  Populations de référence 2022.